# Przededworze
Przededworze est une localité polonaise de la voïvodie de Sainte-Croix, dans la  powiat de Kielce, commune de Chmielnik. La localité comptait 726 habitants en 2007.